# 富士見Mystery文庫
富士見Mystery文庫（日語：富士見ミステリー文庫），是日本出版社富士見書房出版的文庫系列。内容以輕小說為主，2000年11月自同出版社的富士見Fantasia文庫獨立。
2003年12月開始，企圖跳脫所謂Mystery（本格推理小說）的既有觀念而大幅更新。封面插圖的佔有量增加、加入裏封面（封面和一張插畫），黑色調封底也改為柔和色調。內容增加戀愛要素，並在此類作品書腰寫上大字的「L·O·V·E！」。
以建立和現有推理小說不同的「角色推理」為目標。此外，有獨自的新人獎富士見Young Mystery大獎。
已於2007年廢刊。不再出版新作，但仍有出版原先未完結作品（也有部份作品版權被轉移）。

## 作品一覽
由於未出版書籍居多，完整列表請見日語版條目。

### 台灣角川
- GOSICK（櫻庭一樹/武田日向）
- 糖果子彈 A Lollypop or A Bullet（櫻庭一樹/）
- ROOM NO.1301（新井輝/）
- SHI-NO（上月雨音/）
- 我的親愛主人!?（鷹野祐希/）

### 尖端出版
- 增血鬼果林（甲斐透/影崎由那）

### 東立出版社
- 靜流姊與執拗的死者們（上遠野浩平/椋本夏夜）

### 未代理
- 魔法使的條件（枯野瑛/，台灣角川代理漫畫版）

## 關聯條目
- Light Novel Award
  - 富士見Fantasia文庫
  - 角川Sneaker文庫
  - 電擊文庫
  - Fami通文庫
- 輕小說作家列表

## 外部連結
- 富士見Mystery文庫官方網站
- 富士見Mystery文庫（舊）